# Sezon snookerowy 2007/2008
Poniższa tabela przedstawia uczestników finałów głównych turniejów w sezonie 2007/2008.
| Data                              | Turniej                                 | Miejsce rozgrywek                     | Zwycięzca         | Drugie miejsce    | Wynik         |
| --------------------------------- | --------------------------------------- | ------------------------------------- | ----------------- | ----------------- | ------------- |
| 6 sierpnia - 12 sierpnia          | Roewe Shanghai Masters                  | Grand Stage, Szanghaj                 | Dominic Dale      | Ryan Day          | 10 - 6        |
| 6 października                    | Pot Black Invitational                  | Sheffield City Hall, Sheffield        | Ken Doherty       | Shaun Murphy      | 1 - 0 (71-36) |
| 13 października - 21 października | Royal London Watches Grand Prix         | Conference Centre, Aberdeen           | Marco Fu          | Ronnie O’Sullivan | 9 - 6         |
| 4 listopada - 11 listopada        | Northern Ireland Trophy                 | The Waterfront Hall, Belfast          | Stephen Maguire   | Fergal O’Brien    | 9 - 5         |
| 3 grudnia - 16 grudnia            | Maplin UK Championships                 | Telford International Centre, Telford | Ronnie O’Sullivan | Stephen Maguire   | 10 - 2        |
| 13 stycznia - 20 stycznia         | The SAGA Insurance Masters              | Wembley Arena, Londyn                 | Mark Selby        | Stephen Lee       | 10 - 3        |
| 4 lutego - 10 lutego              | Malta Cup Invitational                  | Hilton Conference Center, Portomaso   | Shaun Murphy      | Ken Doherty       | 9 - 3         |
| 11 lutego - 17 lutego             | Welsh Open                              | Newport Centre, Newport               | Mark Selby        | Ronnie O’Sullivan | 9 - 8         |
| 23 marca - 30 marca               | Honghe Industrial China Open            | Beijing University Stadium, Pekin     | Stephen Maguire   | Shaun Murphy      | 10 - 9        |
| 19 kwietnia - 5 maja              | 888.com World Snooker Championship 2008 | Crucible Theatre, Sheffield           | Ronnie O’Sullivan | Allister Carter   | 18 - 8        |